# 황금배망가베이
황금배망가베이(Cercocebus chrysogaster)는 긴꼬리원숭이과에 속하는 영장류의 일종이다. 콩고민주공화국 내의 콩고강의 습지와 다습한 숲에서 발견되는 구세계원숭이로 군집 생활을 한다. 이전에는 날쌘망가베이(C. agilis)의 아종으로 간주되기도 했다.